# Washington County (Kansas)
Washington County is een county in de Amerikaanse staat Kansas.
De county heeft een landoppervlakte van 2.327 km² en telt 6.483 inwoners (volkstelling 2000). De hoofdplaats is Washington.